# Battlefield 2042
Battlefield 2042 – gra komputerowa z gatunku strzelanek pierwszoosobowych wyprodukowana przez DICE i wydana przez Electronic Arts. Jest to kolejna odsłona serii Battlefield po Battlefield V z 2018 roku. Gra została wydana 19 listopada 2021 roku na platformach Microsoft Windows, PlayStation 4, PlayStation 5, Xbox One oraz Xbox Series X/S. W przeciwieństwie do ostatnich gier cyklu, Battlefield 2042 jest przeznaczona wyłącznie dla wielu graczy i nie ma kampanii jednoosobowej.

## Produkcja
Produkcją gry zajęło się szwedzkie studio DICE, które tworzyło poprzednie części serii. Dodatkowo część prac zlecono studiom Ripple Effect Studios, EA Gothenburg i Criterion Games. Nad grą pracował największy dotychczas zespół programistów w historii serii, a studio Criterion musiało wstrzymać prace nad następną grą Need for Speed, aby pomóc DICE. W przeciwieństwie do poprzednich części serii, gra nie ma tradycyjnej kampanii dla pojedynczego gracza. Dzięki temu firma DICE mogła przeznaczyć więcej środków na opracowanie gry wieloosobowej, która została uznana za obszar specjalizacji studia. Zamiast tego historia została opowiedziana przez tzw. specjalistów, grywalne i zdubbingowane postacie, które mają własną historię. Narracja została opisana jako „ewoluująca”, ponieważ nowi operatorzy i lokalizacje zostaną dodane do gry po premierze. Pomimo tego, że gra przedstawia świat spustoszony apokalipsą klimatyczną, DICE poinformowało, że gra nie jest komentarzem na temat zmian klimatycznych, a zespół wybrał tę tematykę tylko ze względu na mechanikę rozgrywki.
Battlefield 2042 jest pierwszą grą serii, w której udział może brać 128 graczy jednocześnie, przez co zespół znacznie zwiększył rozmiar map. Jednak zamiast po prostu tworzyć ogromne mapy, miejsca w grze zostały zaprojektowane w oparciu o ideę „grupowania”, aby skierować graczy w określonym kierunku, w którym mogą nawiązać kontakt z innymi uczestnikami. Daniel Berlin, dyrektor ds. projektowania gry, opisał mapy jako kilka mniejszych połączonych ze sobą jednostek. Decyzja o włączeniu sztucznej inteligencji do trybu „All-out Warfare” została podjęta na wczesnym etapie tworzenia gry, ponieważ zespół uważał, że będzie to dobry punkt wyjścia dla początkujących. Studio Ripple Effect, dawniej DICE Los Angeles, kierowało rozwojem trybu „Battlefield Portal”. Gra działa na najnowszej wersji silnika Frostbite.
Krótka demonstracja gry została zaprezentowana podczas wydarzenia EA Play Live 2020, pokazując bitwy rozgrywane na dużą skalę i szczegółowe animacje twarzy. Prace nad grą zostały ogłoszone 9 czerwca 2021 roku. Otwarte testy wersji beta odbyły się w okresie od 6 do 9 października 2021 roku. Premiera została przesunięta na 19 listopada w stosunku do pierwotnej daty wydania 22 października ze względu na wpływ trwającej pandemii COVID-19. Gra będzie dostępna w ramach usługi Battle Pass, ponieważ EA planuje obszerne wsparcie gry dzięki zawartości do pobrania po uruchomieniu. Zawartość rozgrywki będzie bezpłatna dla wszystkich graczy, natomiast gracze, którzy kupili Battle Pass, otrzymają dodatkowe przedmioty kosmetyczne.

## Odbiór gry
Projekt nowych map i zwiększenie maksymalnej liczby graczy spotkały się z mieszanymi ocenami. Phil Iwaniuk z brytyjskiej gazety „The Guardian” napisał, że mecze na 128 graczy były zbyt chaotyczne i zapewniały niewielkie możliwości gry dla poszczególnych osób. W swojej recenzji wytknął wielu błędów w grze i problemy z kodem sieciowym. Jordan Devore, piszący dla serwisu Destructoid narzekał na rozmiar map. Podczas swoich testów redaktor spędził większość czasu biegając pomiędzy punktami do przejęcia i ginął zanim dotarł do celu. Zastanawiał się czy usunięcie pustych przestrzeni pomiędzy punktami przejęć albo dodanie infrastruktury poprawiłoby jakość rozgrywki. Michael Goroff z „Electronic Gaming Monthly” pozytywnie ocenił nowe mapy. Ogromne, dobrze zaprojektowane mapy oferują mnóstwo miejsca na eksperymenty i nowe historie, a tryby są świetne. Redaktor jednocześnie stwierdził, że jeśli ktoś narzeka na duży rozmiar map i ciągłe chodzenie to nie używa systemu wzywania pojazdów.
Zarówno gracze jak i recenzenci wytknęli liczne błędy w grze. Iwaniuk zwrócił uwagę, że wielu graczy narzekało na dużą liczbę błędów występujących w grze tuż po premierze, samemu wymieniając niedopracowany system rag-doll poległych osób i fizykę pojazdów przypominającą jazdę „jak na księżycu”. Goroff pomimo wystawienia maksymalnej noty w swojej recenzji, zauważył problemy z synchronizacją animacji, trudności podczas reanimacji innych osób oraz błędy w sterowaniu postacią i nawigacją po interfejsie. Stella Chung z IGN miała natomiast problem z ekranem ładowania, który zawieszał się i zmuszał do ręcznego restartowania gry. Podsumowując swoją recenzję napisała, że błędy, niedokończone funkcje i nieprawidłowe ekrany interfejsu są widoczne na każdym kroku. Jednocześnie w grze widać potencjał i przy odrobinie szczęścia i czasu, może to być jedna z lepszych odsłon serii.
Battlefield 2042 w miejsce klas postaci wprowadził system specjalistów co zostało różnie odebrane. Zdaniem Michała Mańki z serwisu Gry-Online system specjalistów został zaprojektowany pod tryb Hazard Zone. Według redaktora „ostatecznie jednak granie nimi w standardowych trybach też nie jest bardzo bolesne, można się spokojnie przyzwyczaić do nowej formuły zabawy”. Goroff początkowo sceptycznie nastawiony wobec zmian, w miarę grania polubił system specjalistów. Zauważył, że z uwagi na ich małą liczbę ciągle widać te same twarze podczas rozgrywki. Phil Hornshaw z redakcji GameSpotu uznał, że weterani serii mogą narzekać na wady systemu specjalistów, jednak w jego ocenie jest to jedna z największych zalet produkcji. Osoby grające ze znajomymi moją wzajemnie się uzupełniać, a nowy system tylko potęguje zgranie się w zespole.